# 流れ
流れ（ながれ、英: flowやstreamなど）は
1. 何かが流れること[1][2]。つまり、たとえば水などが移り動くこと[3]。時間とともに空間内の位置が変化してゆくこと。
  1. 液体や気体が移り動くこと。接頭辞をつけて「～流れ」あるいは単に「～流」と呼ばれる。
  2. 人や車の往き来
2. 技芸や学問・思想などを師から弟子へのように人から人へ、あるいは組織から組織へと受け継ぐこと[1]。産業、文化など幅広く用いる。空間的よりも時間的な流れを意識している。

本記事では1を中心に、だが、その他も含めて広く解説する。

## 概説
流れとは何かの移り動きである。

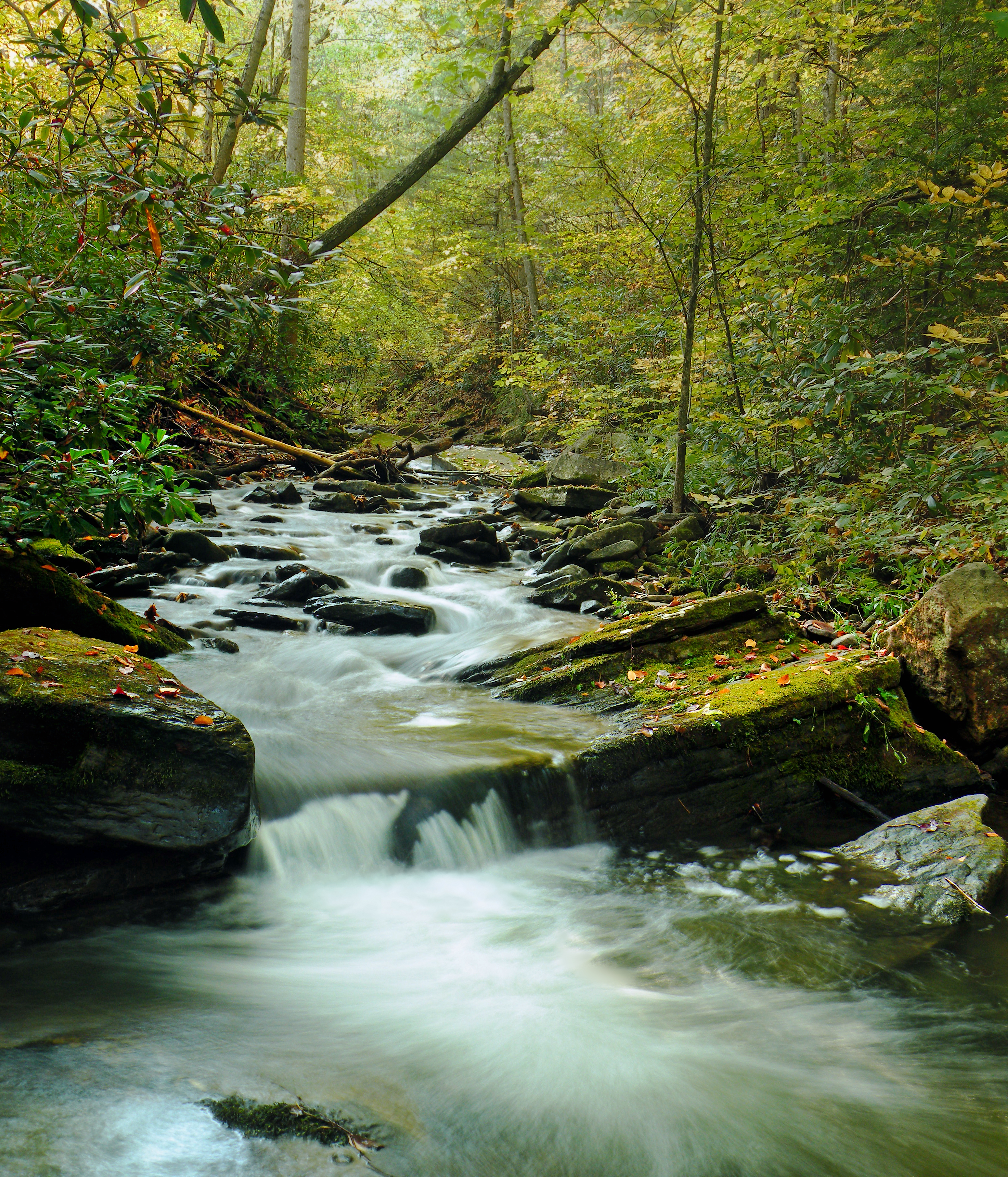
水の流れ

歴史的に見れば人類にとっては水の流れや空気の流れが馴染み深い。人類は小川、川、河などの流れを見てきた歴史があり、自分たちを包み込んでいる空気の流れを風として感じてきた歴史がある。水や空気は人類にとって液体や気体の代表である。こうした流れは人々に様々なインスピレーションを与えてきた。川の流れなどに着想を得た文学作品は多数存在する。これは画家や技術者にもさまざまなインスピレーションを与えてきたらしい。レオナルド・ダ・ヴィンチも水の流れのスケッチをいくつも残した。
現代の工学的観点から説明すると、液体や気体は一定の形をもたず運動と変形をつづけるもので、それにあたる液体と気体を総称して流体と呼ぶ。特に、流体の運動/静止や流体が流体中の物体に及ぼす影響などを集中的に研究する学問が流体力学である。何かを「非常に多くの粒子が運動している系」と考えられるときでも、個々の粒子すべてについて運動を記述するのでは独立変数の数が多すぎて工学的には容易に扱えない。そこで巨視的な視点に立って、系全体での粒子の挙動・運動の“傾向”を捉え概念化したものが「流れ」であると位置づけられる。また、流動現象のほかに、拡散などを含めることもある。
流体力学以外にも流れを扱う工学分野、あるいは流体力学と密接な関連や重なりがある工学分野はいくつもあり、たとえば船舶工学は船舶とそのまわりの水の流れに重点において「流れ」を扱い、航空工学では航空機に関する空気などの「流れ」を扱う。

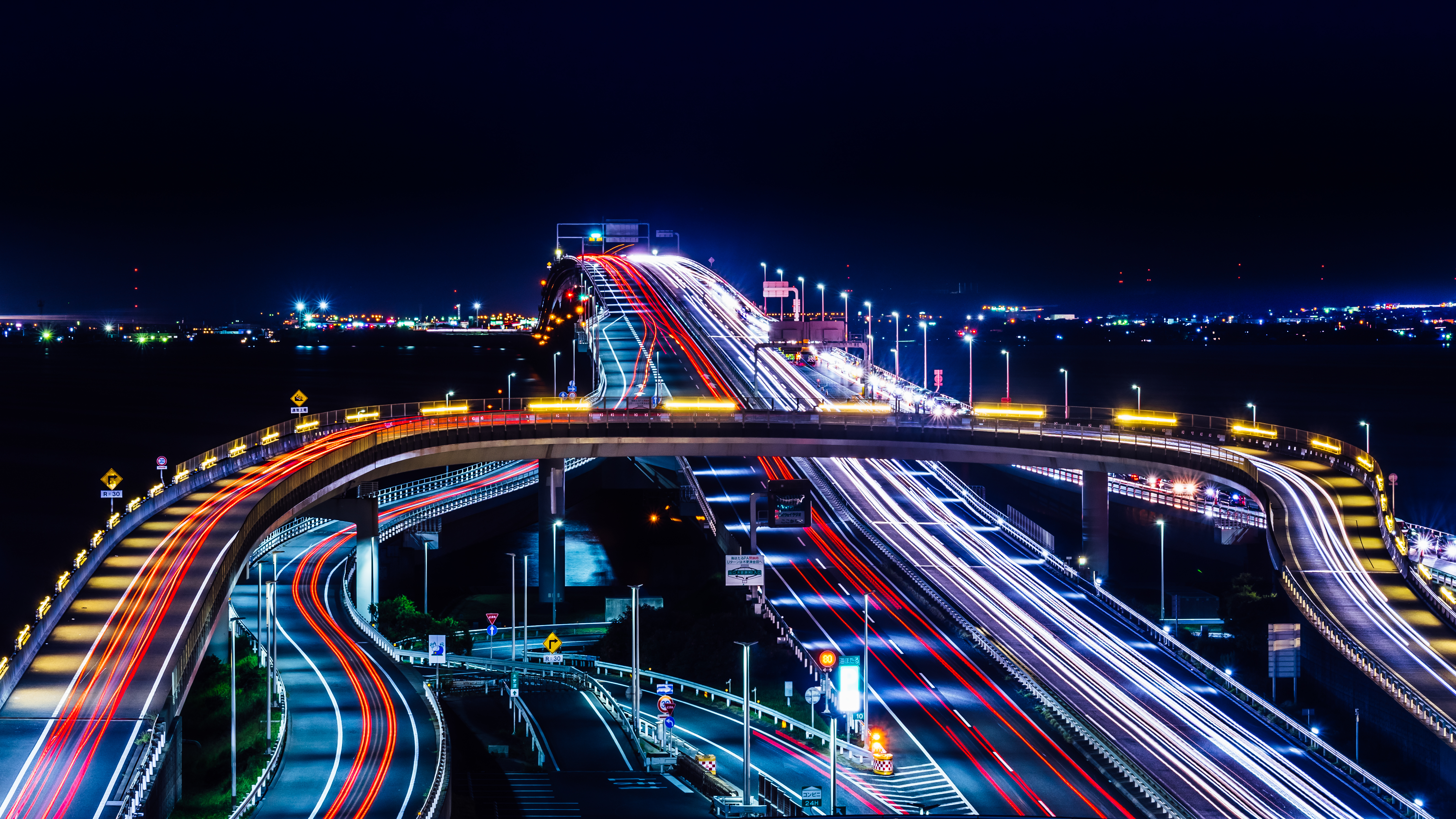
自動車の流れ

流体工学を離れて工学全般に関して言えば、「流れ」として扱う対象は、液体、気体などの他に、人や自動車を一種の「構成粒子」と見立ててその物理的な移動を「流れ」として扱うこともある。自動車の流れについては特に交通工学が扱っている。
なお、必ずしも人間が直感的に把握できるような速さやサイズのものだけが「流れ」とされているわけではない。例えば、氷河の一年に数メートルしか動かない動きも「流れ」や、合成樹脂の長期間による変形も「流れ」として把握されることもあるし、地球内部のマントルの動きなど、人間の日常感覚から比べると極めて長い時間、大きな空間で捉えたものも「流れ」として把握されていることがある。合成樹脂などの固体が移り動くことや、コロイド溶液などの動きなどは、前述のような「多数の粒子の自由運動と見なす」ような単純な見方では把握できない、もっと複雑なことが起きている。こうした動きは「非ニュートン流動」「非ニュートン流れ」などと呼ばれ、レオロジーという学問領域で研究されている。
熱のように比較的抽象性の高いことについても、数値的に表し「流れ」として把握することも行われている。また、人間の社会的な所属など抽象的な位置の移りかわりについても「流れ」として分析されることがある。
海流・潮汐、大気の動きは流れとして把握することができ、地球物理学、気象学などで研究されている。地球内部では、マントルとよばれる液状金属が流れていることが知られており、こうしたことは、電磁流体力学や地球物理学などで研究されている。また、太陽風、ヘルメット・ストリーマ、銀河の運動など、宇宙空間で起きていることでも「流れ」として把握できることは多々あり、天文学、天体物理学等々で研究されている。
金銭の流れの把握には様々なものがあるが、例えば現金の流れについては「キャッシュ・フロー」として、会計学、経理の実務領域、経営学等で扱われている。
流れの原因は様々である、物体的な流れの場合では、（物体は一旦動きだせば慣性の法則で動きつづける性質があり、流体は自在に変形しながら動き続ける性質があり、それは働いていることを前提として）たとえば川の流れなどの場合はおおむね重力（水の重さ自体）が主な原因になっている。風の場合、いくつか要因はあるが主として気圧の差。上昇気流・下降気流は空気の温度による重さの差。電流の場合も様々ありうるが、例えば電圧（電位差）が原因のひとつとしてあげられる。物質の拡散の場合には主として濃度差。人の流れの場合は、一方で何か人が魅力と感じる要素（様々な意味での“環境”の良さ、その内容は多岐に渡る）が誘因になりそこへ近づく方向の流れを引き起こし、他方である場所の“環境”の悪さ（たとえば地方政府や中央政府による悪政、犯罪率の高さ、原子力発電所事故による放射能汚染、内戦 等々等々）がそこから離れる流れ（移住、国外脱出、難民 等々の傾向）を引き起こす。

## 種類・分類
まず基本的に、次のように流れている「もの」の種類で分類することが広く行われている。
- 水流　- 水の流れ
- 海流 - 海水の流れ
- 気流 - 空気の流れ（気象学用語）。あるいはガス（気体）類全般の流れ（物理学用語）
- 電流 - "電気" の流れ。（まだ電子の存在が知られていなかった時代に、たまたま、電子の流れと逆向きのものを想定して「電流」と呼んでしまうミスをしていた、ということは後の時代に判明したが時すでに遅く、修正できなかった。）
- 血流（けつりゅう） - （基本的に血管内の）血液の流れ。（血管外に血液が流れ出ることは「流血」というが、これは「流血の惨事」などと使い、事件などに使う概念であり、血流とは別概念である。）
- 物流（ぶつりゅう） - 商品が消費者のもとに届けられる流れのこと[6]
- 金流（きんりゅう） - 売買取引によって発生する金銭の流れ[7]
- 人流（じんりゅう） - 人（人間）の流れ。さまざまな分野で使う概念であり、たとえば都市工学、マーケティング、政策学などでも使う。最近はスマートフォンの位置で人の位置を把握できるので、通信会社の協力を得れば、人の位置や位置変化を、氏名を伏せたマスデータの形で把握できる。「リアル人流モニタリング」というものも行われるようになっている[8]。
- データフロー - データ（情報）の流れ（情報工学用語）

流体工学的な分類については次節の#工学における分類で解説。

## 流体工学など

### 工学における分類
- 速さによる分類： 亜音速・遷音速・超音速・極超音速
- 粘性の有無による分類： 非粘性（微小粘性）・粘性
  - レイノルズ数の影響： 層流・乱流
- 渦度の有無による分類： 渦なし流れ・渦あり流れ
- 混相流
- 超流動

#### 速さによる分類
流れを、音速に対する速さの比によって分類することがある。「流れの速さ＝音速」の時がマッハ 1.0である。
亜音速流れが音速よりも遅い状態。～マッハ0.8程度を指すことも多い。
遷音速流れが音速付近の状態。マッハ0.8～1.2程度を指すことが多い。
超音速・極超音速流れが音速よりも速い状態。マッハ1.2～を指すことも多い。

#### 粘性の有無による分類
流れは粘性の有無によっても分類されることがある。

#### レイノルズ数による分類
粘性流れはさらに、レイノルズ数によって層流と乱流に区別され、レイノルズ数の値がある程度小さいと層流になり、大きいと乱流と判断される。

#### 混相流
水が気泡を含んでいたり、水の中に固体が多数浮かんでいる状態で流れていると、それはそれで独特の性質を持つ。2種以上のものが混じった状態を、複数の「相」が全体の流れを作っていると見なして「混相流」と分類して研究されている。

### 流れの可視化

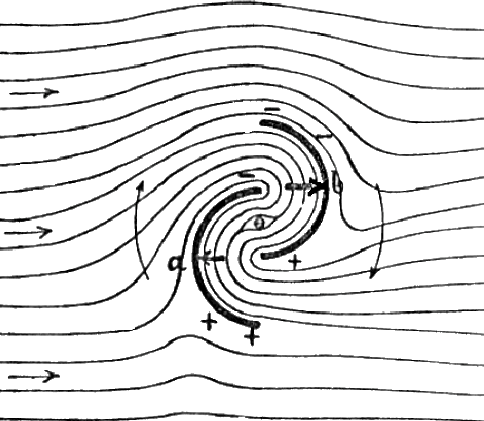
流線による流れの可視化と分析

流れの様子は肉眼では直接観察できないことが多いため、速度場や温度場などを視覚的に表現する流れの可視化が行われる。速度計や温度計による計測では空間上のある一点での値を求めるが、可視化の場合はある範囲（二次元面あるいは三次元空間）の情報を必要とする。ただし、速度計として使われることが多いピトー管であっても、トラバース（移動）することで空間的な速度場を得るなど、技術的に重複する場合もある。
また、現実の流れ場を計測する場合のほかに、数値流体力学 (CFD) によるシミュレーション結果を画像で表現することも可視化と呼ばれる。CFDの特徴として、三次元計算の場合は空間内の値が（格子/粒子のあるところについては）全て求まることが挙げられる。したがって、三次元的な速度場情報から、流線や渦度の等値面、あるいは流跡線 (particle path) などを直接生成・可視化できる。

### 流れの可視化手法の例
煙
気流中に煙を流して速度場を観察する。煙の観察に特化した風洞は煙風洞と呼ばれる。類似の手法として水槽中に染料を流す方法もある。
シャボン玉
ヘリウムなど空気よりも低密度の気体を利用して、平均密度が空気と等しい泡（シャボン玉）を大量に作り、そこに物体を通過させることで、速度場を観察する。たとえば、鳥の飛行の研究に使われた例がある。
タフト
気流中に一端を固定した糸（タフト tuft）を一本または複数設置し、速度場を観察する。たとえば航空機の表面などに設置される。
ピトー管トラバース
ピトー管（ピトー静圧管）により空間上の一点の速度と圧力が求まる。ピトー管の位置を次々と変えることで空間的な速度分布を求めることができるが、流れが時間的に変化する非定常流れへの適用には困難もある。境界層の速度分布測定用などに、複数のピトー管を束ねた装置も存在する。
粒子画像流速測定法 (PIV, particle image velocimetry)
流れに追随する微小な粒子（粉末・油など）を気流中に散布し、レーザーシートを照射する。粒子が反射した光から得た画像をコンピュータで解析して速度場を得る。二次元面内の定量的な速度情報を一度に（トラバースの必要なく）得られ、空間解像度も高いため、低速から亜音速、あるいは超音速の流れ場にしばしば適用される。狭義には2時刻の粒子画像の相関から速度場を求めるものをPIVと呼び、個々の粒子を追跡する手法はPTV (particle tracking velocimetry) と呼んで区別することがある。一般にはレーザーシート面内方向の速度成分しか得られないが、面外方向成分を得られるステレオPIVなどの各種手法が開発されている。
LIDAR（ライダ）

シャドウグラフ法
シュリーレン法
感圧塗料 (PSP, pressure-sensitive paint)
流れそのものの可視化ではないが、風洞内に置いた物体の表面圧力の可視化などに使われる。

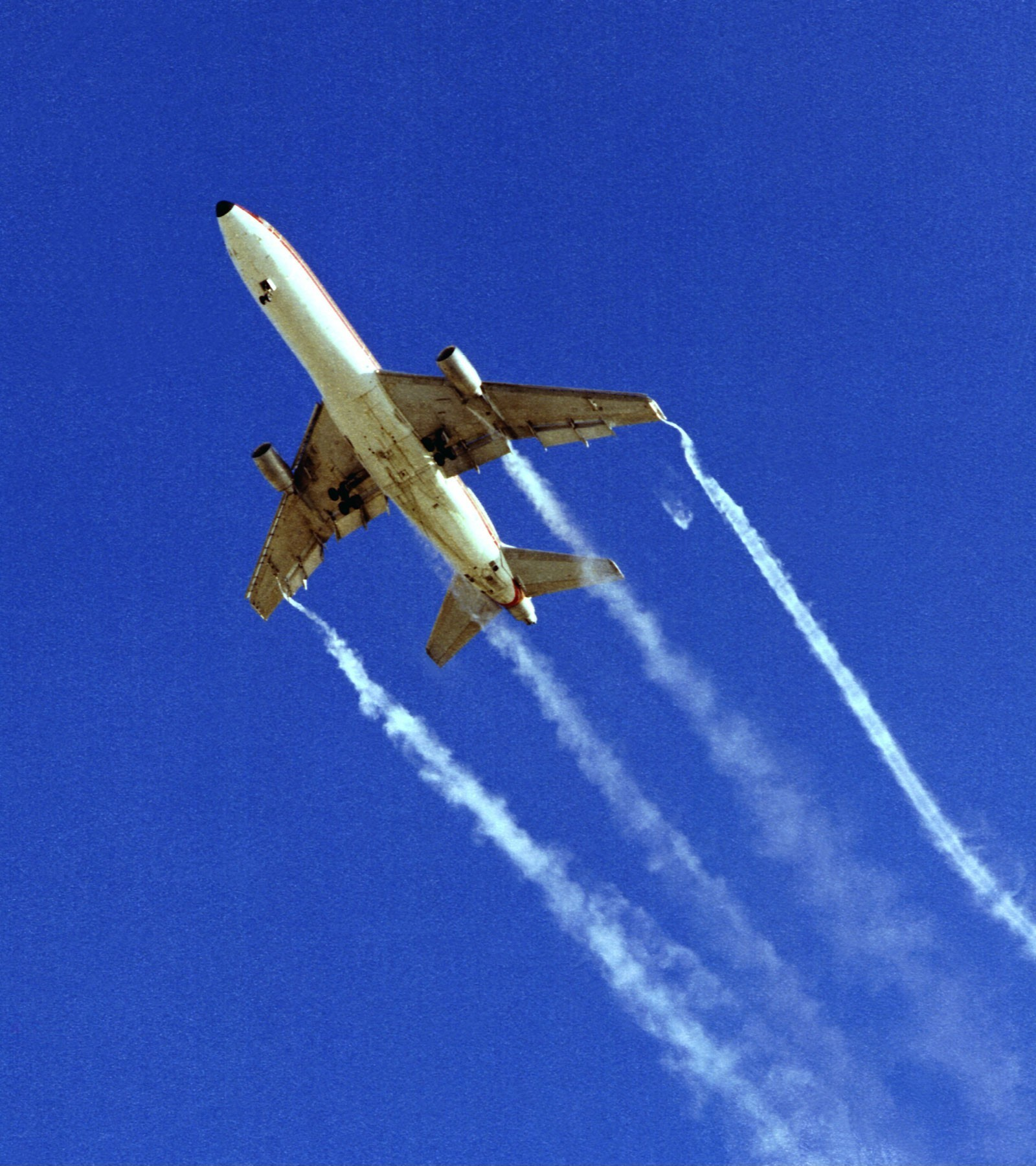
煙による翼端渦の可視化例。ロッキード L-1011の翼端から煙を放出している
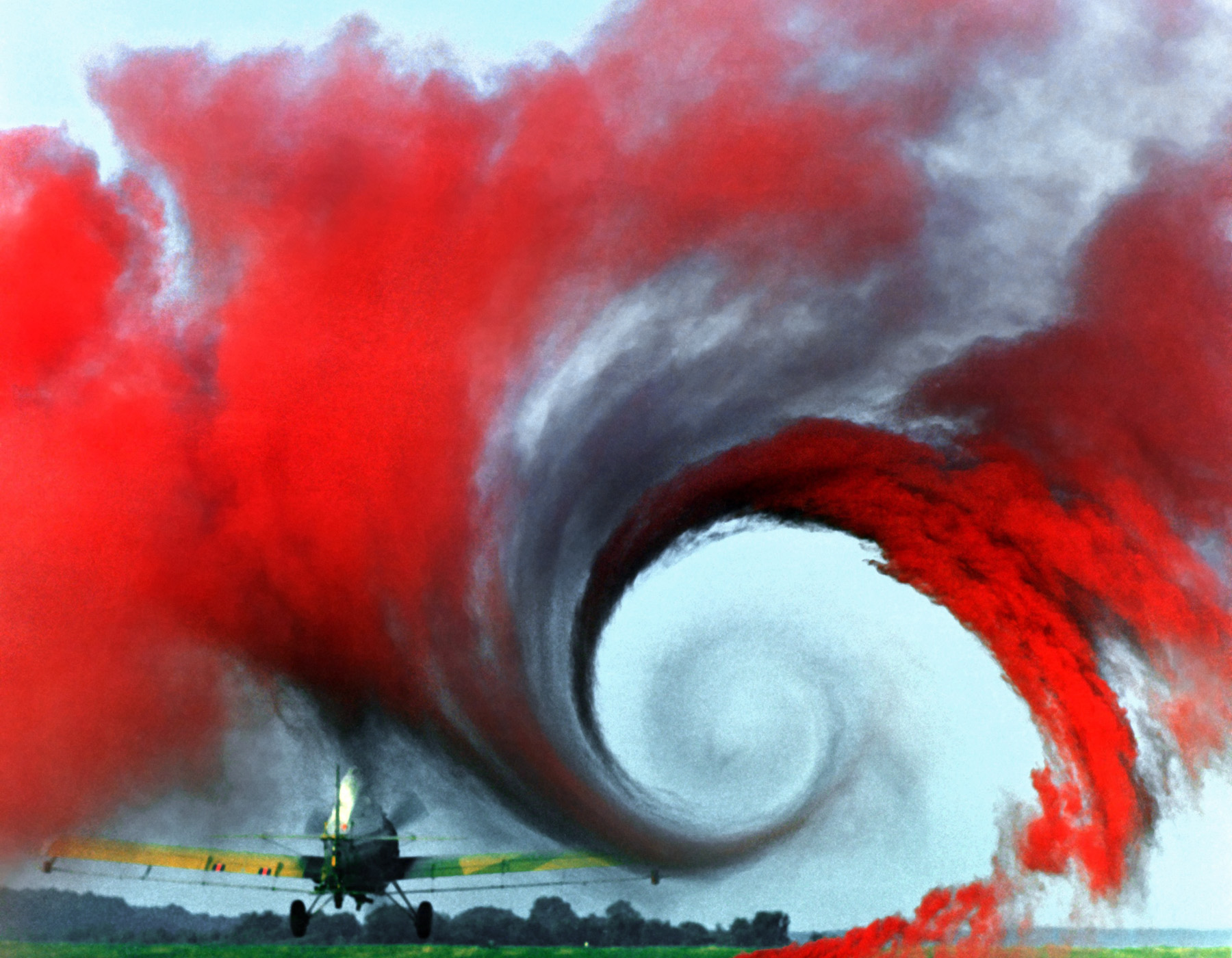
煙による翼端渦の可視化例。地面に置かれた色つきの煙を農業機が巻き上げている
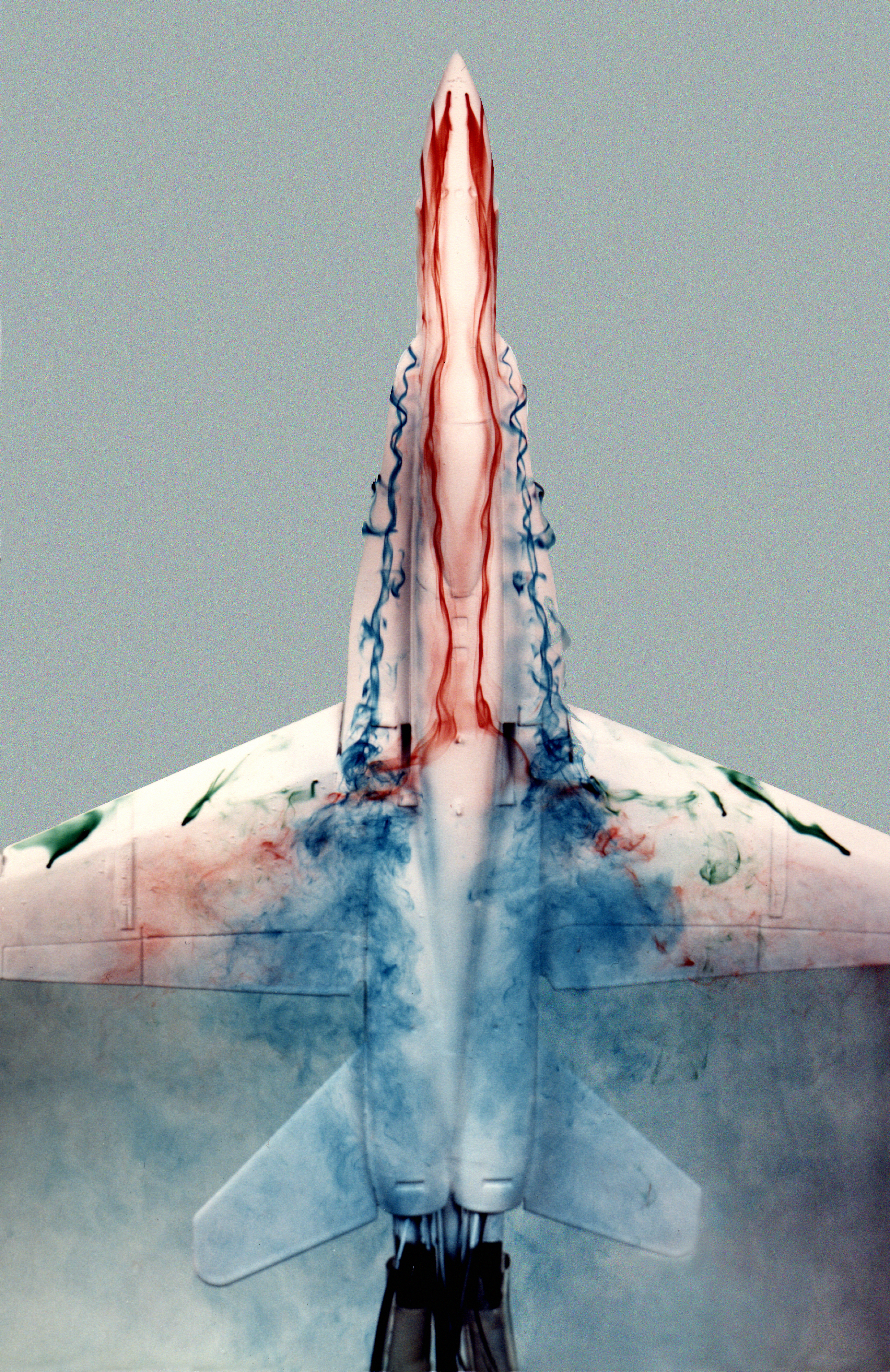
水槽実験の様子。F/A-18の1/48模型表面の流れを、染料により可視化している
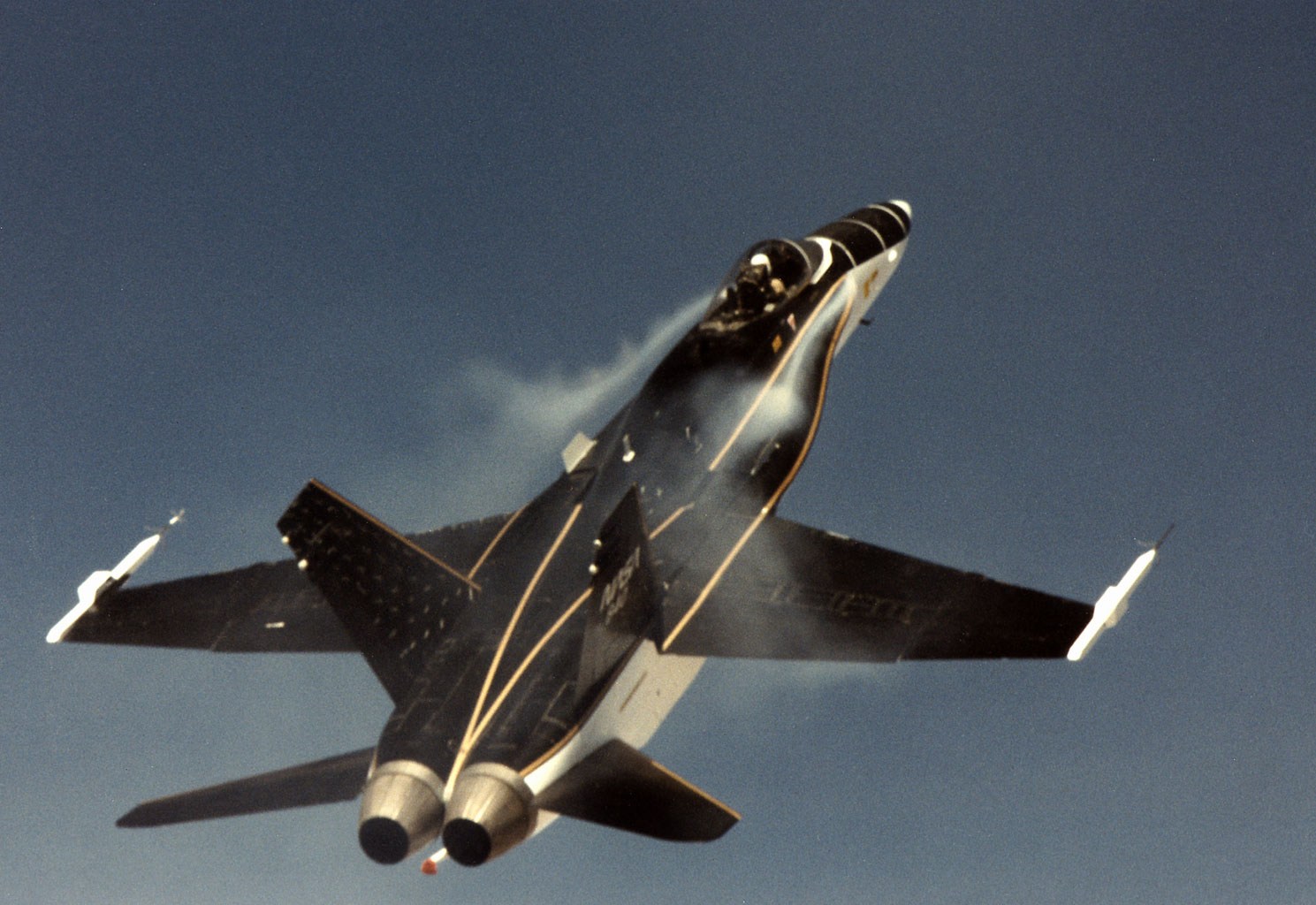
F/A-18実験機による飛行試験。機首付近からは煙が流され、垂直尾翼にはタフトが張られている
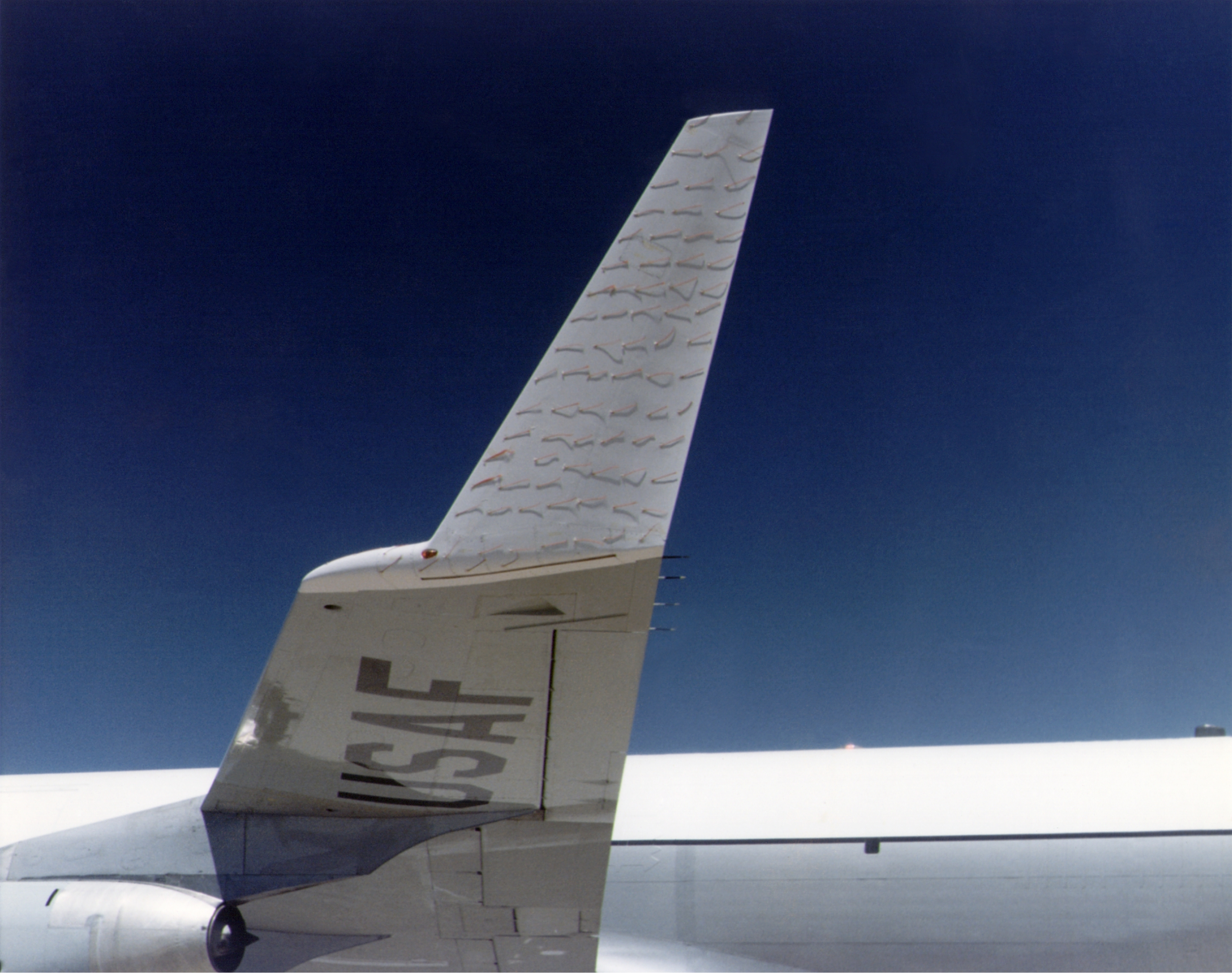
タフトによる速度場の可視化例。KC-135Aのウィングレットに複数のタフトが張られている
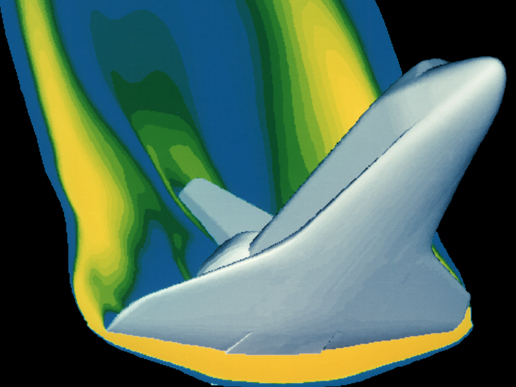
数値流体力学における可視化例。大気圏再突入の際のスペースシャトルまわりの流れの可視化

## 情報工学
情報工学では情報の流れをデータフローとよぶ。
フローチャートは日本語では「流れ図」などといい、システムの動作や判断の「流れ」をチャート（図式）化したものである。条件分岐つまり流れが条件により分岐することやループ（くるくると何度も回るような流れ）も表現できるようになっている。別の言い方をするとアルゴリズムを表現した図。

## 感覚的な表現
ものごとは様々な因果の連鎖のようなもので起きている、という面がある。こうした因果（連鎖）を日本語では「流れ」と感覚的に表現することがある。
人は悪い流れ（悪い因果、悪い連鎖）に陥ってしまった場合には苦しむわけであるが、そうした状況でもそれを変えることができる場合、変わる場合もある。主体的に行動を起こして行動を起こすことを「流れを変える」と日本語では表現している。（さほど主体性がなく、いくぶん他人まかせの気持ちを表現をする時は）「流れが変わる」とか「流れは変わる」などと表現している。
なお、出来ごとを「良い」「悪い」という観点から分類することがあるが、例えば良いことがさらに良いことを起こしている状態はしばしば「好循環」と言い、悪いことがさらに悪いことを起こすことは「悪循環」と呼んでいる。
ある人の人生で起きる一連のできごとを「流れ」と呼ぶことがあるが、それはその人と周囲の世界との絶妙な相互作用で起きていることは多い。人は他人が起こしているものごとには意識を向けても、自分自身が引き起こしているものことのほうは案外と見落とすことがある。自分では気づいていなくても、「流れ」は自分の行動や、自分の心の状態が引き起こしていることがあるのである。
また人生のこうした「流れ」は存外小さなことから起きていることがある。例えば、挨拶をさわやかにそして積極的にする、とか、人と会話をする時は笑顔を見せる、とか、思いやりをもって人に言葉をかける、とか、作業が続いて膠着状態に陥ったら自発的に給湯室や洗面所などでストレッチや深呼吸（呼吸法）などをして自分をリラックスさせる、といったことである。
例えば、子供の勉学やスポーツなどでは「流れに乗っている」生徒とその周囲を観察すると、親や教師が褒め上手ということも多い。親や教師が、生徒の小さな成果でも積極的に褒める→やる気が出る→努力する→さらに褒められることが増える、という好循環が起きるわけである。大人でも良いコーチに恵まれると伸びるものだが、一流の人になると、依存心から抜け出して、たとえ周囲に褒めてくれる人がいないような状態になっても、自分で自分の良いところを褒めて自力で自分を伸ばす、という技術を用いる人もいる。
競技や勝負事では、実力がさほどなかったチームがひょんなことで一試合に勝ったことで、その後の試合も破竹の勢いで次々と勝つ進むことがある。こうしたことを「流れ」とか「流れに乗っている」と表現することがある。これも一試合に勝って「勝ち」を得たことで、メンバーひとりひとりが（ちょうど勉学に励む生徒のように）「褒められた」ような状態、前向きの精神状態、気力が充実した状態になり、それがまた好結果を生むという連鎖が起きているわけである。競技と言っても、実はほとんどのプレーヤーは、普段は精神状態（気力）が不十分で、技術的に見て実力の6～7割程度の力しか出さずに戦っている。そんな中で、ひとつのチームが、突出した精神状態で戦う状態になると、実力で比較したのでは予想できないような、好結果が出続けることがあるわけである。スポーツの世界ではよく「心・技・体」と言うが、一般に、監督は選手の「技」「体」にももちろん気を配るものだが、それに加えてその時々の選手の心の状態にも注意を向け、心に働きかけることでも、よい流れを作ろうとし、流れに乗ろう、流れを絶やさないようにしようとする。

次に社会的な事象に着目してみると、例えば、政治の世界では、世論の傾向やそれに伴う一連の出来事を「流れ」と表現することがある。「流れに乗る」「流れに乗ろうとしている」などと言う。人々の意見を、空気の流れ、つまり風に喩えて「あの政治家は"風向き"を見て判断した」とか「風見鶏（かざみどり）」などと表現することもある。
強い者に取り入ろうとする者が、強い者に寄ってきて何らかのもの（票、金銭、労力 等々）を提供し、結果として強者がさらに強化される、というようなことが起きることがある。政治力学がからむこうした事象も「流れ」と表現されることもある（「流れに乗ろうとした」などと表現する）。
ただし「流れ」に乗っている政治家も、病気になったりしてそれが人々に知れると、往々にして支持者やとりまきも将来に不安を感じて去ってゆき、この「流れ」は変わる。
上述の、日本語で「流れ」と感覚的に表現されていることの中には、多数の要素が連鎖的にある状態になっていることも含まれるが、それは物理学の世界で言う「相」の概念と重なることがある。何かのきっかけで個々の要素の状態がすっかり変わることがある。これは「相が変わった」と言う。

## 関連書籍
- 日本流体力学会編 『流れの可視化』 朝倉書店 ISBN 4-254-13654-4
- フィリップ ボール『流れ: 自然が創り出す美しいパターン』早川書房、2011
- ホットハンド関連
  - T. Gilovich, R. Vallone, and A. Tversky, "The hot hand in basketball: On the misperception of random sequences," Cognitive Psychology, 17, 295-314.
  - T. Gilovich, How We Know What Isn't' So: The Fallibility of Human Reason in Everyday Life, New York: The Free Press, 1993, ISBN 0029117062.